# Bocolelo
Bocolelo (Boco Lelo, Bokolelo) ist ein osttimoresischer Suco im Verwaltungsamt Laulara (Gemeinde Aileu).

## Geographie

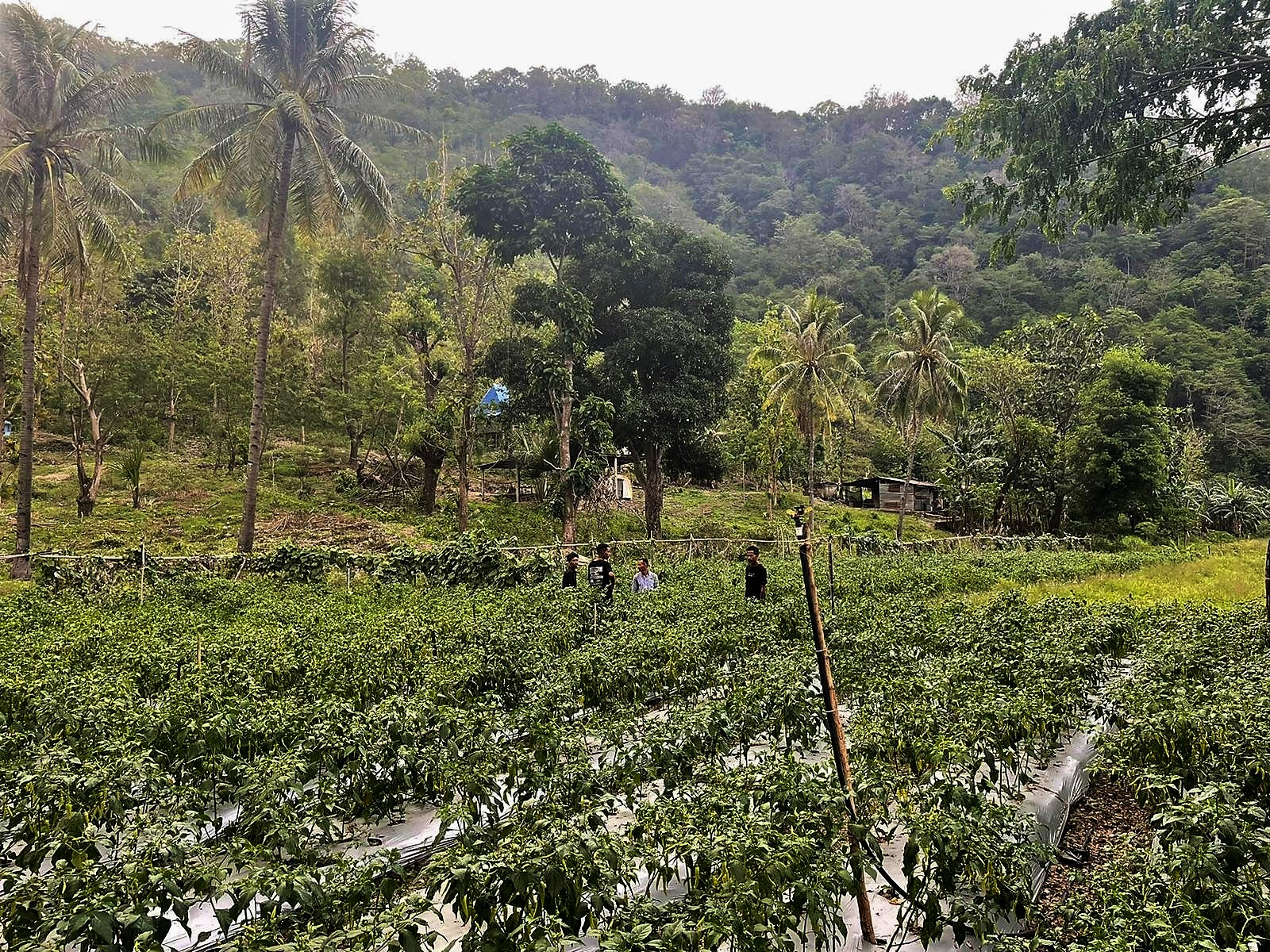
Feld in Bocolelo

Bis 2004 nahm Bocolelo als Suco den Südwesten von Laulara ein. Dann wurde es dem Suco Fatisi im Norden angegliedert. 2017 wurde ein neuer Suco Bocolelo von Fatisi abgetrennt. Zu ihm gehört nun der Nordwesten des Verwaltungsamts Laulara, während Fatisi nun im Südwesten liegt. Die Grenze zwischen den beiden Sucos liegt nun weiter nördlich, als die alte. Östlich der beiden befindet sich der Suco Tohumeta. Im Norden grenzt Bocolelo an die Gemeinde Dili mit dem Suco Dare (Verwaltungsamt Vera Cruz). Der Grenzfluss Beinas mündet in den Rio Comoro, der im Westen die Grenze zur Gemeinde Liquiçá mit ihrem Suco Tibar (Verwaltungsamt Bazartete) bildet. Außerhalb der Regenzeit fallen die Flüsse trocken.
Der Suco Bocolelo teilt sich in vier Aldeias. Die Aldeia Bocolelo wurde mit der Schaffung des neuen Sucos 2017 aufgelöst. Neben der bestehenden Aldeia Donfonamo entstanden neu Mauberhatan, Ermequi (zunächst falsch als Ermerqui bezeichnet) und Kuncin (zunächst als Maubouc bezeichnet; Schreibweisen auch Kumsi und Concin).
Ortschaften im Suco Bocolelo sind Bahonuk Foun, Donfonamo, Ermequi, Kuncin und Nunsena. In Kuncin und in Bahonuk Foun gibt es jeweils eine Grundschule. Noch für die Parlamentswahlen 2007 mussten die Wahlurnen zum Wahllokal in der Grundschule Bahonuk Foun mit Trägern und Pferden gebracht und wieder abgeholt werden. Inzwischen verbinden neue Straßen den Suco mit der Außenwelt. 2021 wurde in Kuncin eine permanente Polizeistation eröffnet.

## Einwohner

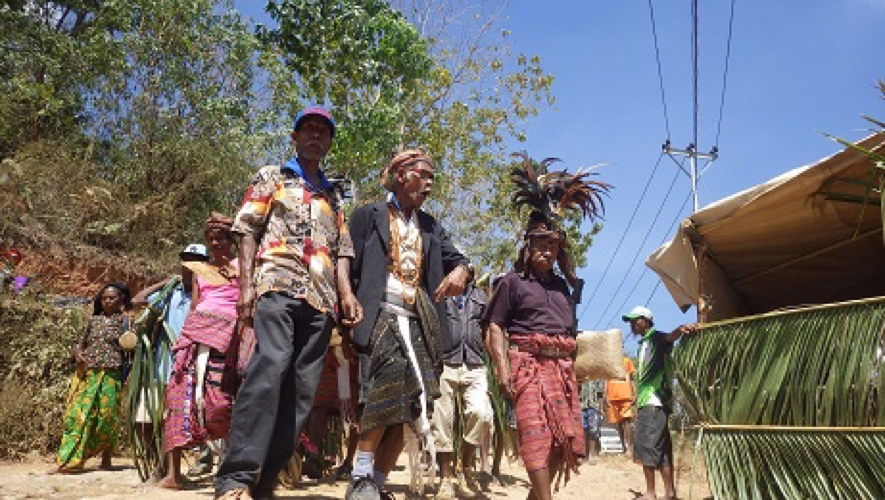
Tara-Bandu-Zeremonie in Bocolelo

2022 lebten in Bocolelo 975 Einwohner. Davon waren 517 Männer und 458 Frauen. Im Suco gibt es 168 Haushalte.

## Politik
Die Nachwahlen für die neue Administration fanden im Mai 2017 statt. Die Wahl gewann Januario Guterres de Jesus Pereira.